# Paradise Cay (California)
Paradise Cay es un pueblo ubicado en el condado de Marin, en el estado estadounidense de California.
En este pueblo es donde residía y falleció el 11 de agosto de 2014 el cómico y actor Robin Williams